# Lutte révolutionnaire populaire
Le groupe Lutte révolutionnaire populaire (ELA) est un groupe révolutionnaire et terroriste grec, apparu en 1974, après la chute de la dictature des colonels. ELA a cessé ses activités en 1995, après quelque 250 attentats, visant pour l'essentiel des cibles américaines, policières, des banques et des organismes publics.